# 시카고 (밴드)
시카고(영어: Chicago)는 1967년 미국 일리노이주 시카고에서 결성된 미국의 록 밴드이다.
1969년에 데뷔 앨범 《Chicago Transit Authority》(시카고 트랜싯 어소리티; 시카고 교통국)를 발표했다. 1970년에는 2집을 히트시켰고 1971년에는 3집 《Chicago Ⅲ》(시카고 쓰리)를 발표하여 큰 인기를 얻었다. 1972년에는 《Chicago Ⅴ》(시카고 파이브)를 내놓아 히트시켰으며 매년 한 장씩의 앨범을 발표하여 많은 곡을 히트시켰다. 이들의 음악은 크게 Blood, Sweat & Tears와 함께 재즈 록의 양대산맥으로 음악계에 한 획을 그은 1980년대 초반까지와, 그 이후 철저히 상업적인 팝 밴드로 명성을 누린 시기로 구분지을 수 있다. 팬층도 이에 따라 나뉘는 경향이 있다.
1982년에는 걸작 《Chicago 16》을 발표하여 큰 인기를 얻어 전성기를 누렸다. 이어 1984년작 《Chicago 17》로 빌보드 앨범차트 4위에 오르기도 했다. 시카고의 음악 중 〈Hard to Say I'm Sorry〉, 〈You're the Inspiration〉 등은 한국인 특유의 서정적인 정서를 담고 있다는 점에서 한국에서 인기가 많았다. 2016년, 로큰롤 명예의 전당에 올랐다.

## 음반 목록
- Chicago Transit Authority (1969)
- Chicago (1970)
- Chicago III (1971)
- Chicago V (1972)
- Chicago VI (1973)
- Chicago VII (1974)
- Chicago VIII (1975)
- Chicago X (1976)
- Chicago XI (1977)
- Hot Streets (1978)
- Chicago 13 (1979)
- Chicago XIV (1980)
- Chicago 16 (1982)
- Chicago 17 (1984)
- Chicago 18 (1986)
- Chicago 19 (1988)
- Twenty 1 (1991)
- Night & Day Big Band (1995)
- Chicago XXV: The Christmas Album (1998)
- Chicago XXX (2006)
- Chicago XXXII: Stone of Sisyphus (2008)
- Chicago XXXIII: O Christmas Three (2011)
- Chicago XXXV: The Nashville Sessions (2013)
- Chicago XXXVI: Now (2014)